# Ambia mantasoalis
Ambia mantasoalis là một loài bướm đêm trong họ Crambidae.